# Mount Wyatt
Mount Wyatt  är ett berg i Antarktis. Det ligger i den centrala delen av kontinenten. Nya Zeeland gör anspråk på området. Toppen på Mount Wyatt är 2 919 meter över havet, eller 84 meter över den omgivande terrängen. Bredden vid basen är 3,0 km.
Terrängen runt Mount Wyatt är varierad. Trakten är obefolkad. Det finns inga samhällen i närheten.